# Orgetorige
Orgetorige (latino: Orgetorix) (... – 61 a.C.) è stato un principe e condottiero gallo, capo della tribù celtica degli elvezi (stanziata in Svizzera e nella Germania del sud).

## Biografia
Era il più nobile e il più ricco di tutti gli Elvezi; nel 61 a.C. pianificò la migrazione del suo popolo nella Gallia (odierna Francia), spinto dalla volontà di conquistare tutto il paese e poter essere nominato re. Cospirò con il gallo Dumnorige degli edui, a cui diede in sposa la figlia, e con Castico dei sequani per prendere ognuno il potere assoluto nelle rispettive tribù e per regnare insieme sulla Gallia. Scoperto il complotto, gli elvezi tentarono di processarlo, ma lui si mosse in armi con circa 10.000 uomini. Alla fine morì, forse per sua stessa mano. Gli elvezi tentarono comunque di migrare in Gallia nel 58 a.C., ma furono respinti e massacrati dal proconsole romano della Gallia Narbonese, Gallia Cisalpina e Illirico Gaio Giulio Cesare. Dopo la disfatta una figlia di Orgetorige con uno dei suoi figli cadde nelle mani di Cesare.